# Centauros Villavicencio
Centauros Villavicencio; fue un club de fútbol de Colombia que tenía sede en la ciudad de  Villavicencio en el departamento del Meta. Fue fundado en 2002 y jugaban en la Categoría Primera B.
Su máximo logro deportivo fue ascender a la Categoría Primera A colombiana luego de ganar la Primera B en 2002. En el Torneo Apertura 2003, clasificó a los cuadrangulares semifinales, no obstante, al final del año regresó a la Categoría Primera B.
En el año 2011, luego de una fuerte crisis económica, el propietario del equipo; Hernando Ángel, concretó el traslado de Villavicencio a Popayán, renombrándose el club como Universitario de Popayán.

## Historia
A través de Omar López se gestionó una ficha en la Dimayor para jugar en la Primera B.
En el 2002, con Álvaro de Jesús Gómez como entrenador, Centauros Villavicencio se coronó campeón, luego de superar en la final por el ascenso a Alianza Petrolera. Centauros fue el primer equipo del departamento del Meta que ha jugado en la categoría Primera A. A pesar del logro obtenido, la dirección técnica del club fue asignada a Luis Augusto García, quien finalmente no dirigió al equipo.
A comienzos de 2003, el club llanero había contratado al uruguayo Luis Cubilla, pero debido a discrepancias económicas nunca asumió el cargo. Ante esa situación, el director deportivo Diego Edison Umaña tomó al equipo para el Torneo Apertura, en el cual logró llegar a los cuadrangulares semifinales quedando cuarto en el todos contra todos y luego integró el Grupo B donde quedó cuarto con siete puntos donde logró dos victorias, un empate y tres derrotas con los equipos Atlético Junior, Millonarios y Deportivo Pereira.
Para el Torneo Finalización llegaron los malos resultados y la salida de Diego Edison Umaña para darle paso a Alexis García. A pesar del cambio, el equipo quedó último del campeonato y de la tabla de promedio para el descenso, por lo que volvió a la Primera B.
En la Temporada 2003 en la tabla de reclasificación terminó en la posición 11 con 53 puntos y el descenso se definió promediando las campañas de los campeonatos 2001, 2002 y 2003 la lucha por no descender la tuvo con los equipos Deportes Quindío y Atlético Huila.
En la fecha 18 del Torneo Finalización, el equipo llanero perdió el día 2 de noviembre de 2003 con resultado de 3-0 ante el Deportivo Cali en el Estadio Olímpico Pascual Guerrero, mientras que en el Estadio Centenario de Armenia el Deportes Quindío le ganó (3-1 a Millonarios) y Atlético Huila (empató 1-1) en el Estadio Alfonso López con Atlético Bucaramanga. (La gloria y el infierno de Centauros en Primera División)caracol televisión y www.BestiariodelBalón.com.
La tabla del Descenso de la temporada 2003 terminó así: En la Posición 18. Centauros Villavicencio 135 Puntos, 17.Deportes Quindío 138 Puntos,16. Atlético Huila 139 Puntos.
Después de su descenso en 2003 de la Categoría Primera A Centauros en las temporadas (2004, 2006, 2007, 2008 y 2009) clasificó a los cuadrangulares en la lucha por clasificar a la Gran Final de la Categoría Primera B en cada semestre para asegurar un cupo en la final definitiva por el ascenso directo a la Categoría Primera A y asegurar con ganar alguno de los dos torneos (Apertura o Finalización) un cupo no solo en la Gran final del año si no un cupo en la Serie de Promoción en caso de quedar subcampeón ante el equipo penúltimo de la tabla del descenso de la Categoría Primera A pero quedaba eliminado, solo en las temporadas (2005, 2010 y Primer Semestre de 2011) se quedó por fuera de los cuadrangulares finales de la Categoría Primera B. 
En la Temporada 2006, Alexis García llevó desde el banquillo técnico a La Equidad al ascenso para disputar la Primera División del fútbol profesional colombiano, después de coronarse campeón el 4 de noviembre del torneo de la Primera B en el Estadio Manuel Calle Lombana de la ciudad de Villavicencio al empatar 1:1 con Centauros Villavicencio.
Aunque en 2011 en el Segundo Semestre o Torneo Finalización la ficha del equipo ya pertenecía a Popayán capital del Departamento del Cauca "Universitario Popayán" llegó a la final y quedó subcampeón ante Deportivo Pasto, el equipo de Popayán siguió con el nombre de Centauros toda la temporada de 2011 y solo hasta la Primera B 2012  por parte de Coldepores se aprobó su cambio de nombre.
Un hecho insólito se presentó en el estadio Macal el 9 de febrero de 2008. Al minuto 42 del primer tiempo, en el partido Centauros vs. Patriotas Boyacá, ingresó al terreno de juego un camión cisterna lleno de agua.
En el año 2008 vuelve la Copa Colombia y Centauros en la segunda fase enfrentó en la Copa Colombia 2008 torneo que reúne a los equipos de Primera A y Primera B del fútbol profesional colombiano al equipo campeón de la Categoría Primera A del Torneo Apertura 2008 (Boyacá Chicó).
Para destacar en Copa Colombia de 2008 a 2011 tuvo la posibilidad de enfrentar en fase de Grupos a los equipos de Categoría Primera A : Millonarios, Santa Fe y La Equidad.
El equipo llanero también es recordado por su préstamo continuo de jugadores al equipo Deportes Quindío ya que después su dueño pasó a ser Hernando Ángel.
En mayo de 2010, la directiva del Centauros encabezada por Hernando Ángel, a su vez miembro del Comité Ejecutivo de la Federación Colombiana de Fútbol, anunció el traslado del equipo de la ciudad de Villavicencio a Popayán para convertirlo en el club Universitario de Popayán debido a la difícil situación económica y el poco apoyo recibido por parte de la gobernación del Meta. Sin embargo, la asamblea de clubes de la Primera B perteneciente a la División Mayor del Fútbol Colombiano no aprobó el traslado por lo que el club se quedará en Villavicencio una vez se recupere el apoyo gubernamental.

## Rivalidades
El equipo llanero tenía una rivalidad regional con el equipo Los Pumas de Casanare en el Torneo de Ascenso conocido como el Clasico Llanero.

## Desaparición
El 19 de mayo de 2011, en las instalaciones de la Dimayor, el equipo trató de hacer un último intento para que el equipo se quedara en Villavicencio con el gobierno municipal y gubernamental; sin embargo tras las deudas millonarias del equipo y el gran apoyo que la gobernación del departamento del Cauca le brindara a su máximo accionista, Hernando Ángel, dio el sí al traslado del equipo desde Villavicencio hasta Popayán con su respectivo cambio de razón social a Universitario de Popayán.

## Uniforme
- Uniforme titular: Camiseta azul celeste, pantalón y medias azul oscuro.
- Uniforme alternativo: Camiseta y pantalón verde oscuro, medias blancas.
- Tercer uniforme: Camiseta , pantalón y medias blancas.[70]

- 2002-2003: Para el campeonato de ascenso en el que sale campeón y durante su año en Primera división, usó un uniforme blanco con tres franjas verticales de los colores de la bandera de Villavicencio, pantalón rojo y medias celestes, el color del pantalón podía ser también blanco, o verde, dependiendo del rival, y consigo también cambiaba el color de sus medias.[71][72]
- 2004-2007: Utilizó el color verde flavina como local y azul celeste como visitante, aunque algunos partidos ofició como local con el azul celeste.[73][74][75]
- 2008: El fin del verde flavina, usó como local el azul celeste y como alternativo blanco.[76][77]
- 2009: Con el patrocinio de la gobernación del departamento del Meta se cambia al color verde oscuro para camiseta y pantalón con medias blancas o verde oscuro, como alternativa completamente blanco.[78][79]
- 2010: Usó para local totalmente blanco y como alternativa vuelve el azul celeste con pantalón y medias azul oscuro.[80][81]
- 2011: Repite la indumentaria del 2009, y se registra ante la Dimayor un tercer uniforme azul celeste con pantalón y medias azul oscuro.[82][83]

### Cronología camiseta
| Cronología camiseta Centauros Villavicencio | Cronología camiseta Centauros Villavicencio | Cronología camiseta Centauros Villavicencio | Cronología camiseta Centauros Villavicencio |
| Temporada                                   | Marca                                       | Titular                                     | Alternativa                                 |
| ------------------------------------------- | ------------------------------------------- | ------------------------------------------- | ------------------------------------------- |
| 2002-2003                                   | FSS                                         |                                             |                                             |
| 2004-2007                                   | Lusti                                       |                                             |                                             |
| 2008                                        | Lusti                                       |                                             |                                             |
| 2009                                        | Saeta                                       |                                             |                                             |
| 2010-2011                                   | Sheffy                                      |                                             |                                             |
| 2011                                        | Saeta                                       |                                             |                                             |

### Indumentaria
| Periodo   | Proveedor |
| --------- | --------- |
| 2002-2003 | FSS       |
| 2004-2008 | Lusti     |
| 2009      | Saeta     |
| 2010      | Sheffy    |
| 2011-I    | Sheffy    |
| 2011-II   | Saeta     |

## Datos del club
- Puesto histórico: 37.º
- Temporadas en 1ª :  2 (2003).
- Mejor Puesto en 1ª 4° (2003-I).
- Peor Puesto en 1ª 18° (2003-II).
- Mayores Goleadas a favor
- 2-0 a Deportes Quindío el 19 de febrero de 2003.
- 3-1 a Millonarios el 28 de mayo de 2003.[86]
- 2-3 a Atlético Nacional el 13 de abril de 2003.[87][88][89]
- 3-2 a Cortuluá el 20 de abril de 2003.
- Mayores Goleadas en contra
- 3-0 con Once Caldas el 7 de marzo de 2003.[90][91]
- 0-3 con Deportivo Pereira el 10 de mayo de 2003.
- 3-0 con Deportivo Cali el 2 de noviembre de 2003.
- 3-1 con Deportes Quindío el 2 de agosto de 2003.[92]
- 1-3 con América de Cali el 21 de septiembre de 2003.
- Temporadas en 2ª : 9 (2002, 2004-2011-I).
- Mejor Puesto en 2ª 1° (2002).
- Peor Puesto en 2ª 15° (2011-I).
- Mayores Goleadas a favor
- 5-3 a Unión Magdalena el 14 de mayo de 2011.[93][94]
- 4-0 a Atlético Bucaramanga el 30 de abril de 2011.[95][96]
- 2-6 a Alianza Petrolera el 8 de julio de 2009.[97]
- Mayores Goleadas en contra
- 5-0 con Patriotas Boyacá el 8 de septiembre de 2010.[98]
- 4-2 con Alianza Petrolera el 19 de septiembre de 2010.[99]
- Temporadas en Copa Colombia : 4 (2008-2011).
- Mejor Puesto en Copa Colombia  : 2° Grupo D Octavos de final y 11°tabla de la reclasificación (2008).
- Peor Puesto en Copa Colombia : 5° Grupo D  y 31° tabla de la reclasificación (2009).
- Mayores Goleadas a favor
- 5-2 a Academia el 23 de marzo de 2011.
- 3-0 a Independiente Santa Fe el 9 de abril de 2008.
- Mayor Gloeada en contra
- 6-1 con Boyacá Chicó el 3 de septiembre de 2008.

## Palmarés

### Torneos nacionales
- Categoría Primera B (1): 2002.